# Еперу
Еперу (фр. Espeyroux) насеље је и општина у јужној Француској у региону Миди Пирене, у департману Лот која припада префектури Фижак.
По подацима из 2011. године у општини је живело 96 становника, а густина насељености је износила 12,57 становника/km². Општина се простире на површини од 7,64 km². Налази се на средњој надморској висини од 500 метара (максималној 627 m, а минималној 395 m).

## Демографија
| 1962. | 1968. | 1975. | 1982. | 1990. | 1999. | 2011. |
| ----- | ----- | ----- | ----- | ----- | ----- | ----- |
| 169   | 183   | 154   | 143   | 130   | 106   | 96    |

График промене броја становника у току последњих година